# 火星之音
火星之音（英語：The Mars Volta）是支美国的前卫摇滚乐队，2001年成立于德克薩斯州艾爾帕索。乐队阵容有奧馬爾·羅德裡格斯-羅培茲（吉他手、制作人、指揮）、塞德里克·比克斯勒-萨瓦拉（歌手、作词人）、璜·艾爾德瑞特（贝斯手）、馬歇爾·羅德里奎-羅培茲（键盘手、打击乐）和丹恩東尼·帕克斯（鼓手）。火星之音最出名的便是其活力四射的现场表演以及他们的概念專輯。